# Mademoiselle Jeanne Guillaumez
'Mademoiselle Jeanne Guillaumez' est un cultivar de rosier obtenu en 1889 par le rosiériste lyonnais Joseph Bonnaire,.

## Description
Ce rosier thé à l'aspect romantique présente de grandes fleurs doubles (17-25 pétales) rose saumon aux nuances cuivrées. La floraison abondante au printemps se poursuit tout au long de la saison de façon plus réduite.
Son buisson a un port érigé. Sa zone de rusticité s'étend de 6b à 9b ; il supporte donc bien les hivers rigoureux à -15°.
Ce rosier est encore commercialisé dans quelques catalogues étrangers. Il est apprécié pour sa couleur tendre et son parfum subtil.